# Gare de Beaumont-le-Roger
Pour les articles homonymes, voir Gare de Beaumont.
La gare de Beaumont-le-Roger est une gare ferroviaire française de la ligne de Mantes-la-Jolie à Cherbourg, située sur le territoire de la commune de Beaumont-le-Roger, dans le département de l'Eure, en région Normandie.

## Situation ferroviaire
Cette gare est située au point kilométrique 143,236 de la ligne de Mantes-la-Jolie à Cherbourg. Son altitude est de 92 m.

## Histoire
L'ancien bâtiment voyageurs, devenu propriété de la commune qui l'a rénové, abrite depuis juin 2024 un musée de l'aviation géré par l'Association normande du souvenir aérien 1939/1945.

## Fréquentation
Selon les estimations de la SNCF, la fréquentation annuelle de la gare figure dans le tableau ci-dessous.
| Année     | 2023   | 2022   | 2021  | 2020  | 2019   | 2018   | 2017   | 2016   | 2015   |
| --------- | ------ | ------ | ----- | ----- | ------ | ------ | ------ | ------ | ------ |
| Voyageurs | 15 218 | 12 724 | 7 841 | 6 269 | 12 520 | 13 543 | 14 013 | 12 102 | 12 389 |

## Service des voyageurs

### Accueil
La halte ne dispose pas de guichet, ni de distributeur de titres de transport.

### Desserte
Beaumont-le-Roger est desservie par des trains TER Normandie, sur les relations Serquigny – Paris-Saint-Lazare et Caen / Lisieux / Serquigny – Évreux-Normandie.

### Intermodalité
Un parking est aménagé à proximité.
La gare est desservie par la ligne 205 du réseau d'autocars Nomad, reliant Beaumont-le-Roger à Val-de-Reuil.